# Степанакертський державний драматичний театр імені Ваграма Папазяна
Степанакертський державний драматичний театр імені Ваграма Папазяна, також імені Максима Горького відкрився 11 серпня 1932 р. спектаклем «В кільці». Основоположником театру був корифей вірменської сцени Каро Алварян. Театр розташований за адресою вул. Акопяна, 18. У репертуарі театру переважно п'єси вірменських класиків і сучасних авторів.

У театрі працювали в різний час актори: Анна Мелік, Х. Арутюнян, А. Аршакуні, К. Алварян, А. Арзуманян, І. Ованесян, Б. Овчян, Г. Григорян та інші. Серед найкращих вистав театру: «Дядя Багдасар» Паронян (1932), «Намус» Ширванзаде (1934), «Пепо» Сундукяна (1937), «На дні» (1932), «Без вини винуваті» (1935), «Отелло» (1934); «Севіль» Джабарли (1935), «Геворк Марзпетуні» за Мураану (1942), «Під одним дахом» Боряна (1958). У трупі театру (1960) — народний артист Азербайджанської РСР Г. Арутюнян, заслужений артист Вірменської РСР М. Овсепян, О. Саркісбекян, М. Корганян, Т. Мелкумян та інші. Головний режисер театру — І. Ованесян.
У 1959-1961 рр. український режисер, сценарист і продюсер Роман Гургенович Балаян був актором Степанакертського театру.
Театр бере участь у фестивалі «Театр-Х».